# (715) Transvaalia
(715) Transvaalia es un asteroide perteneciente al cinturón de asteroides descubierto el 22 de abril de 1911 por Harry Edwin Wood desde el observatorio Union de Johannesburgo, República Sudaficana.

## Designación y nombre
Transvaalia se designó al principio como 1911 LX.
Posteriormente fue nombrado por la antigua provincia sudaficana de Transvaal.

## Características orbitales
Transvaalia orbita a una distancia media del Sol de 2,767 ua, pudiendo acercarse hasta 2,537 ua. Tiene una excentricidad de 0,08341 y una inclinación orbital de 13,8°. Emplea 1682 días en completar una órbita alrededor del Sol.